# مسجد ایوب سلطان

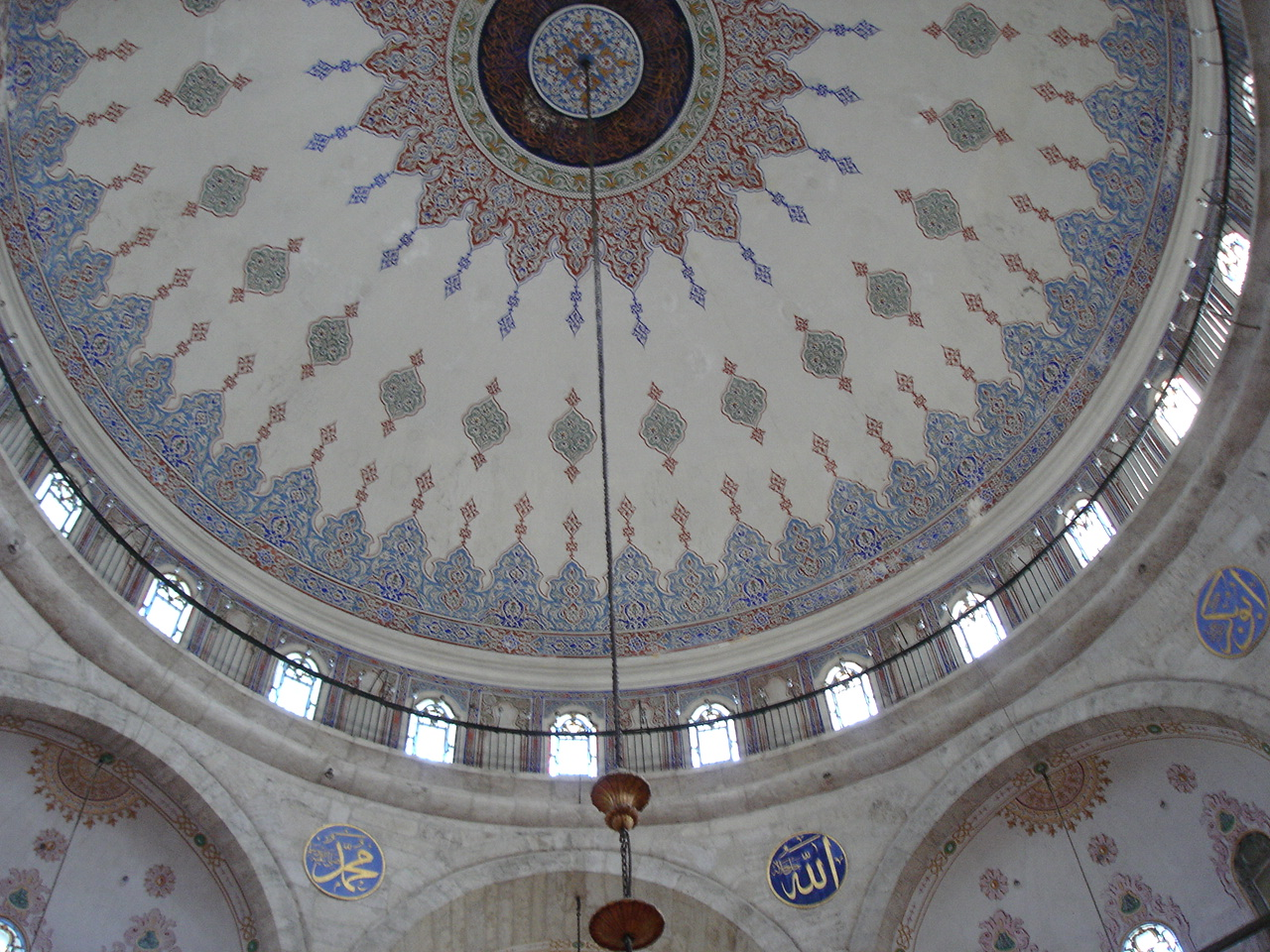
نمای داخلی گنبد

مسجد ایوب سلطان (به ترکی استانبولی: Eyüp Sultan) یکی از مساجد شهر استانبول در ترکیه است.
این مسجد در سال ۱۴۵۸ از سوی سلطان محمد فاتح ساخته شده‌است. مسجد فعلی نیز در سال ۱۸۰۰ به‌جز از مناره‌های مسجد قبلی، تا پایه‌های آن تخریب و با نظارت حسین افندی مجدداً بنا شده‌است.
مسجد ایوب سلطان اولین مسجد ساخته شده پس از فتح استانبول است.